# Nelidus
Nelidus is een geslacht van kevers uit de familie van de loopkevers (Carabidae). De wetenschappelijke naam van het geslacht is voor het eerst geldig gepubliceerd in 1878 door Chaudoir.

## Soorten
Het geslacht Nelidus is monotypisch en omvat slechts de volgende soort:
- Nelidus australis Chaudoir, 1878